# Massawa
Massawa je přístavní město v Eritreji u Rudého moře. Je hlavním městem provincie Semienawi Kayih Bahri. Jde o třetí největší město v zemi. Má přibližně 40 tisíc obyvatel a rozlohu 477 km².

## Geografie
Město se nachází na pevnině a dvou pobřežních ostrovech. Leží ve výšce kolem dvou metrů nad mořem. Má horké pouštní klima s extrémně vysokou vlhkostí.
Přístav v Massawě je největší a nejvýznamnější v zemi.